# Рябцево (Рязанская область)
Рябцево — деревня в Михайловском районе Рязанской области России.

## История
До 1924 года деревня входила в состав Малинковской волости Михайловского уезда Рязанской губернии.

## Население
| 1929 | 2007 | 2010 |
| ---- | ---- | ---- |
| 291  | ↘9   | ↘3   |